# تريسرس
تريسرس هو فيلم من نوع إثارة وحركة وجريمة أُصدر في 15 يناير 2015. الفيلم من إنتاج Temple Hill Entertainment ‏، ومن توزيع مجموعة صبان كابيتال، وهو من إخراج Daniel Benmayor ‏، أما السيناريو فكان من كتابة Matt Johnson ‏ وليزلى بوهيم.

## القصة
تقع أحداث الفيلم في نيويورك. 
مطلوب من قبل المافيا الصينية، ساعي دراجات شاب من مدينة نيويورك غير محظوظ، يريد فقط أن يفعل الخير، ينضم إلى عالم الباركور بعد أن يلتقي بفتاة جميلة ومجموعتها من مدربي الباركور الذين يورطونه في خدمة توصيل الطلبات الإجرامية مقابل الأموال.

## طاقم التمثيل
- ماري أفغيروبولوس
- تايلور لوتنر
- John Cenatiempo  [لغات أخرى]‏
- Adam Rayner [الإنجليزية]‏
- تيم لاجيك
- رافي جافرون

## الإنتاج
موسيقى الفيلم التصويرية كانت من تأليف لوكاس فيدال.

## وصلات خارجية
- تريسرس على موقع IMDb (الإنجليزية)
- تريسرس على موقع ميتاكريتيك (الإنجليزية)
- تريسرس على موقع روتن توميتوز (الإنجليزية)
- تريسرس على موقع نتفليكس (الإنجليزية)
- تريسرس على موقع قاعدة بيانات الأفلام العربية
- تريسرس على موقع ألو سيني (الفرنسية)
- تريسرس على موقع أول موفي (الإنجليزية)
- تريسرس على موقع قاعدة بيانات الأفلام السويدية (السويدية)
- تريسرس على موقع قاعدة بيانات الفيلم (الإنجليزية)
- تريسرس على موقع ليتربوكسد (الإنجليزية)